# Kvarnbergsplan

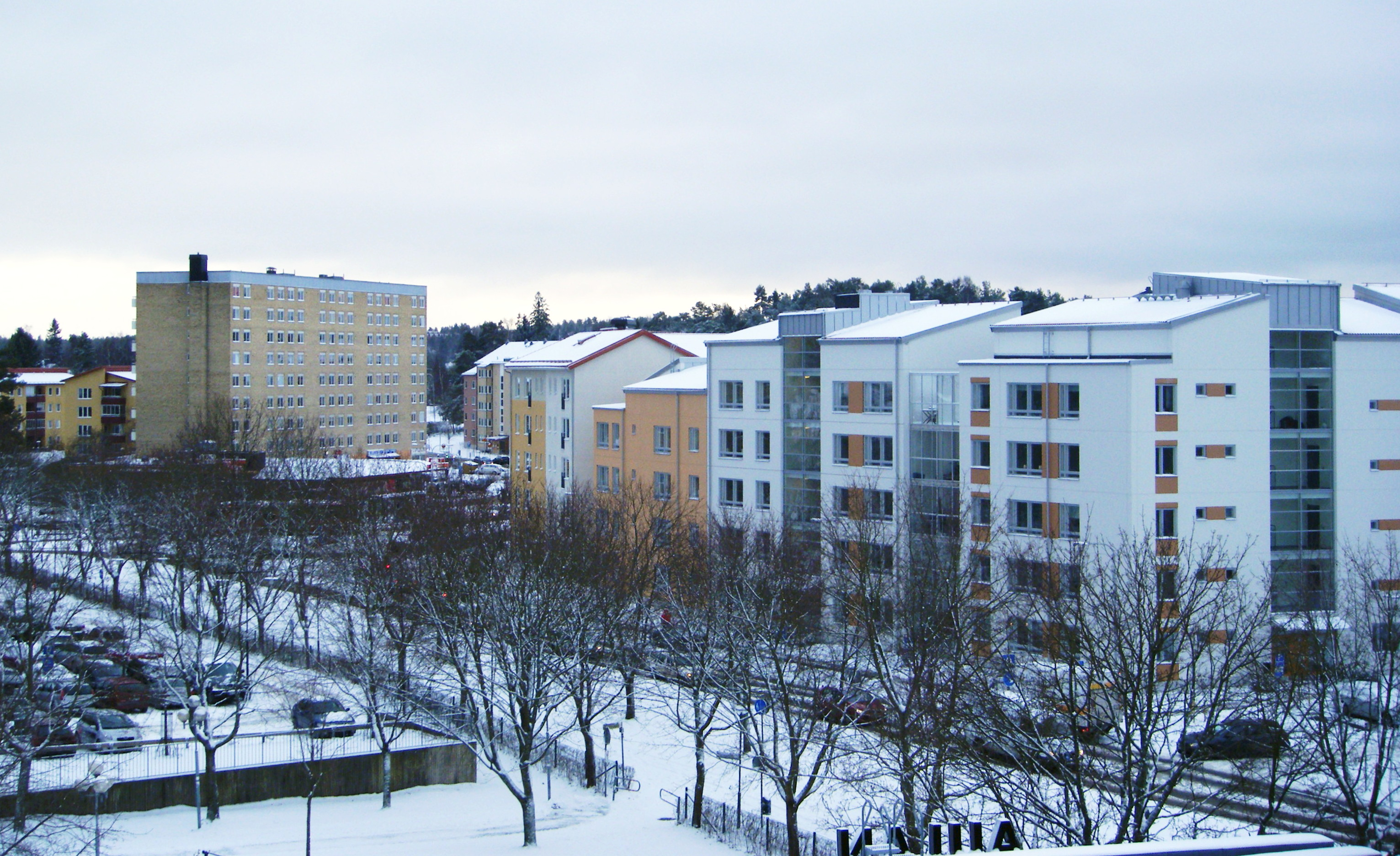
Kvarnbergsplan, november 2008.

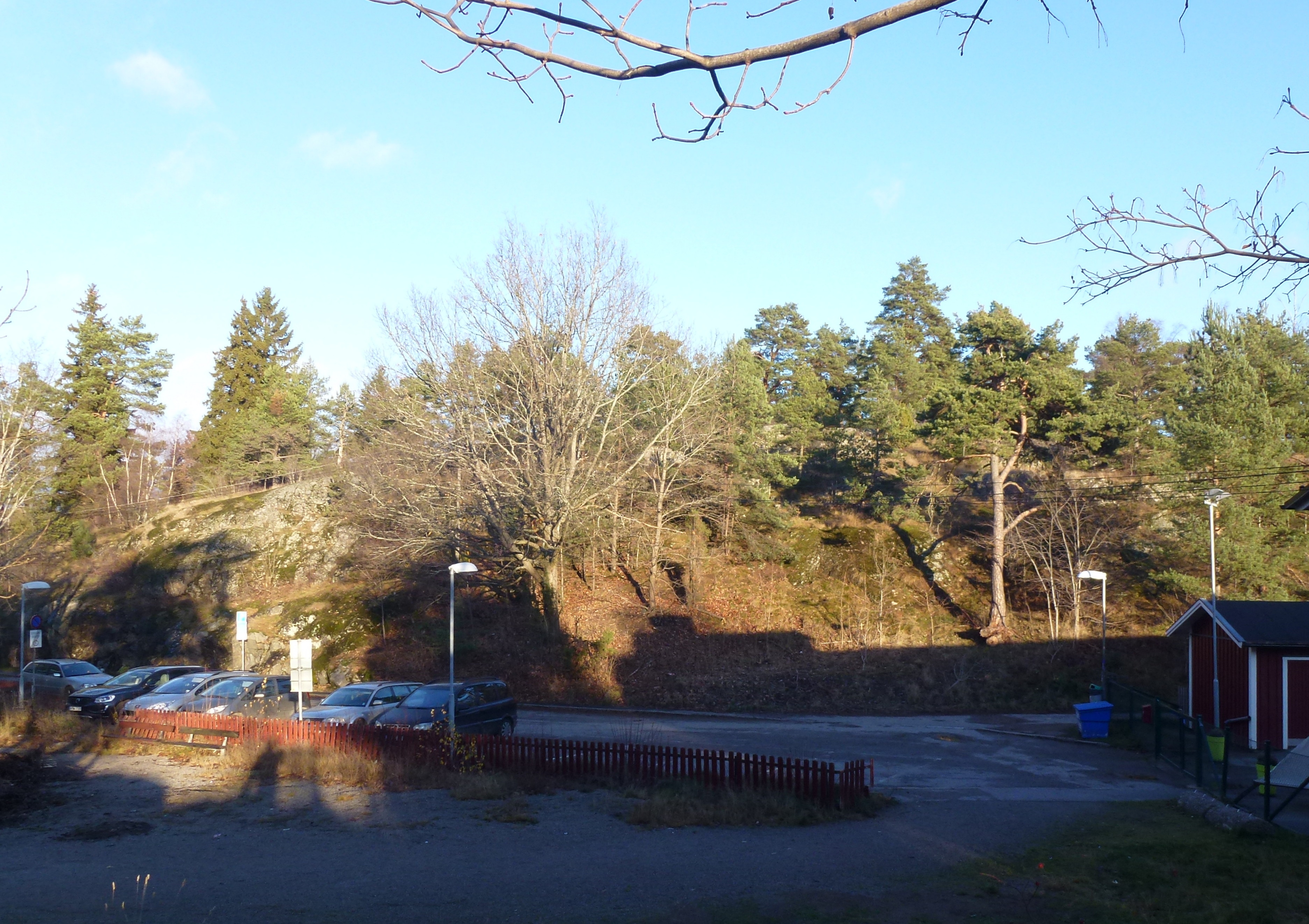
Kvarnberget, november 2013.

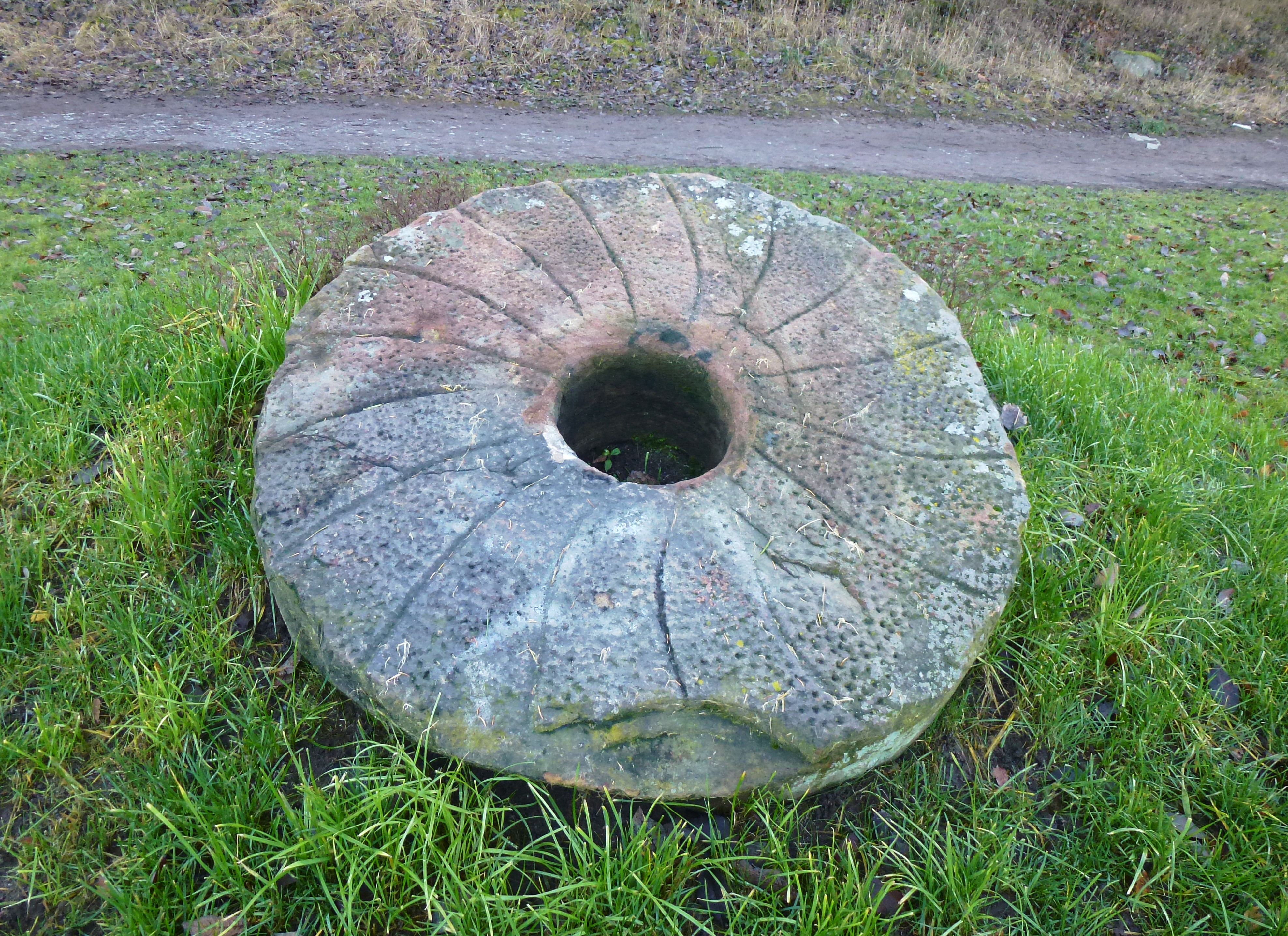
Stuvsta gårds kvarns kvarnsten.

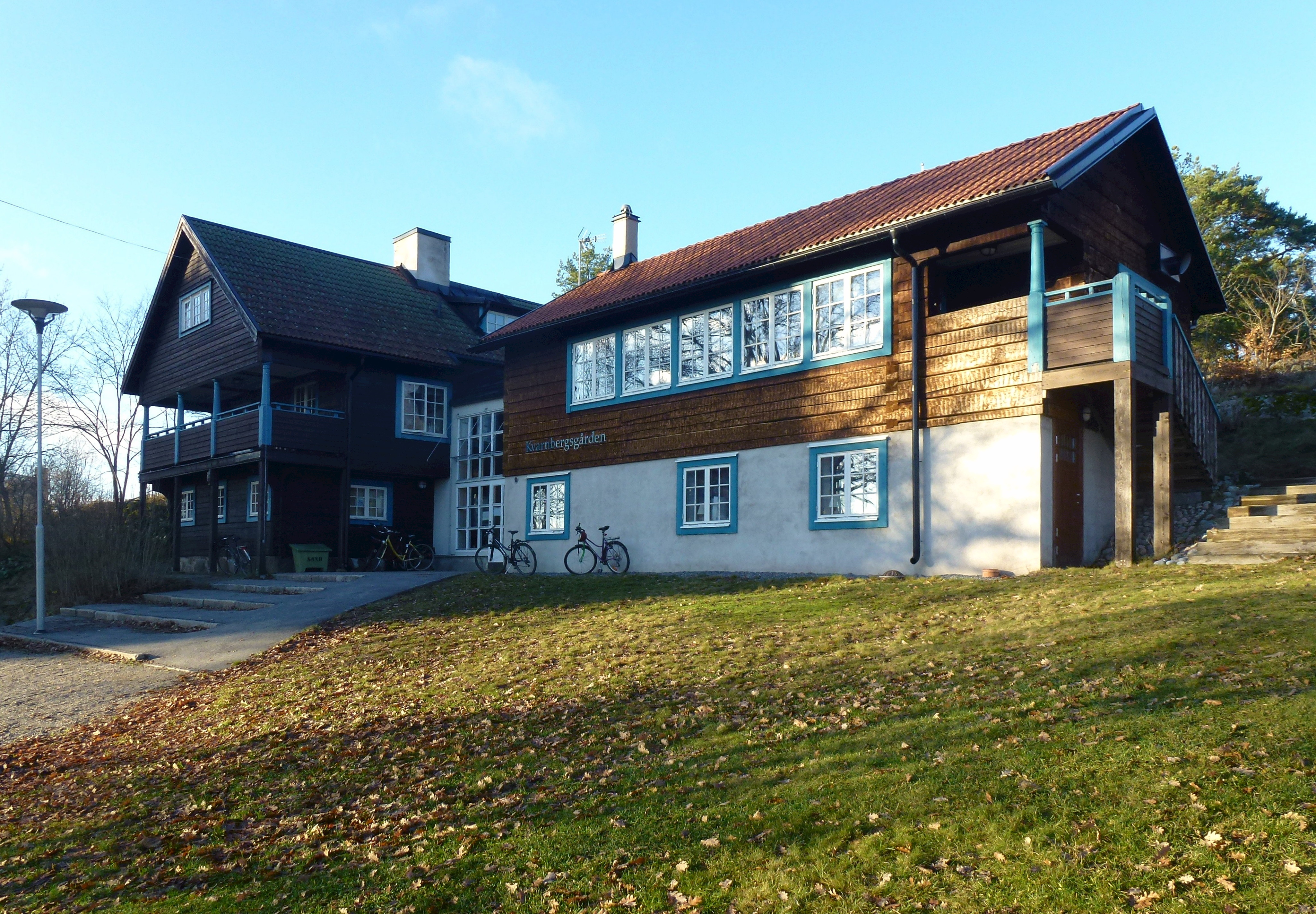
Kvarnbergsgården.

Kvarnbergsplan är ett bostadsområde i Huddinge kommun, på gränsen mellan kommundelarna Sjödalen-Fullersta och Stuvsta-Snättringe ca 1 km nordost om Huddinge station. Området ingår i Stockholms tätort.

## Historik
Kvarnbergsplan och Kvarnbergsskolan har sina namn efter Stuvsta gårds kvarn som stod på Kvarnberget. Väderkvarnen som hörde till Stuvsta gård lär ha förfallit under 1800-talet och endast en kvarnsten uppe på kvarnbacken påminde om dess tidigare existens. Flera kvarnstenar från Stuvsta gårds kvarn finns bevarade, en av dem har kommunen placerad vid Gymnasievägen.

## Fritid, sport och kultur
Huddingehallen, kommunens bad- och motionscenter, ligger vid Kvarnbergsplan. Förutom simhall och gym tränar också flera bollsportslag och kampsportsklubbar i hallen. I Tomtbergahallen tränar Huddinge Gymnastikförening Den lokala innebandyklubben Kvarnbergsplans IBK, spelar sina hemmamatcher i Kvarnbergshallen (byggd 2017).
Mellan Kvarnbergsplan och Huddinge centrum ligger Huddinge huvudbibliotek.. Nära biblioteket ligger Rådsparken som är den största parken i området. Där finns lekplats anpassad för barn med funktionsnedsättning, grillplats, kafeteria och Rådsparkens Djurklubb med möjlighet att träffa grisar, höns, kaniner och åsnor.

## Förskolor och skolor
Vid Kvarnbergsplan ligger två kommunala förskolor: Drakens förskola och Eldens förskola. Runt Kvarnbergsplan finns också fem stycken enskilda förskolor. Filus & Filia är ett svensk- och engelskspråkigt föräldrakooperativ. Guldgruvan är också ett föräldrakooperativ, medan Luna är ett personalkooperativ. Vikingens friluftsförskola satsar på utomhuspedagogik och Montessoriförskolan Våra Barn på Montessoripedagogik.
Tomtbergaskolan är en grundskola i klass F-6. Tidigare hade Tomtbergaskolan även högstadium på skolan, men sedan 2014 är högstadiet inte kvar och antalet lågstadieklasser har ökat. Kvarnbergsskolan är en högstadieskola i årskurs 7-9. Skolan är stor med 30 klasser, och har en mängd profilinriktningar: allt om mat, bild & form, dans, design & media, drama, hantverk, handboll, ishockey, mode & design, musik, naturvetenskap & matematik och vildmark.
Huddingegymnasiet är en gymnasieskola med 17 olika program inom samhällsvetenskap, naturvetenskap och estetik samt media. På Huddingegymnasiet erbjuds introduktionskurs för invandrare, samt ett individuellt program för elever med Aspergers syndrom. Huddingegymnasiet har ett samarbete med Karolinska Institutet. På andra sidan Huddingevägen finns Sågbäcksgymnasiet, vars program till större delen är yrkesförberedande.
Närmaste grundsärskola finns i Solfagraskolan och närmaste gymnasiesärskola i Sågbäcksgymnasiet.

## Kommunikationer
Kvarnbergsplan ligger precis söder om länsväg 226, Huddingevägen, drygt 1 km från Huddinge centrum och cirka 1,5 km från Stuvsta centrum. Både Huddinge och Stuvsta har stationer på Stockholms pendeltågsnät. Vid Kvarnbergsplan finns ett busstorg med förbindelser mot bl.a. Huddinge centrum, Stuvsta, Skärholmen, Högdalen, Huddinge sjukhus och Skogås. Tre stycken nattbussar passerar här.